# John E. Murdoch
John Emery Murdoch (10 mai 1927 - 16 septembre 2010) est un universitaire américain ,,

## Biographie
Il fait ses études de philosophie à l'Université du Wisconsin à Madison  et passe la majeure partie de sa carrière à l'Université Harvard . À Harvard, il est professeur d'histoire des sciences et directeur du département de 1966 à 1971 et de 1974 à 1975 . Il se spécialise dans la médecine et la philosophie anciennes et médiévales  et publie de nombreux documents sur le sujet . Murdoch reçoit la Médaille George-Sarton en 2009 ,.